# Claudio Castiglioni
Claudio Castiglioni es un deportista italiano que compitió en remo. Ganó dos medallas en el Campeonato Mundial de Remo, plata en 1981 y oro en 1982.

## Palmarés internacional
| Campeonato Mundial | Campeonato Mundial | Campeonato Mundial | Campeonato Mundial      |
| Año                | Lugar              | Medalla            | Prueba                  |
| ------------------ | ------------------ | ------------------ | ----------------------- |
| 1981               | Múnich (RFA)       | Medalla de plata   | Ocho con timonel ligero |
| 1982               | Lucerna (Suiza)    | Medalla de oro     | Ocho con timonel ligero |